# Rhacophyton
Genre
Rhacophyton est un genre de plantes fossiles de l'ordre des Rhacophytales, connu au Dévonien supérieur, en Amérique du Nord, Europe et Sibérie. Sa position taxonomique est incertaine : on le considérait généralement comme un genre de fougères primitives. La présence d'une stèle présentant une anatomie en "Clepsydre" permet de plus de l'exclure des Progymnospermes.
Les fossiles attribués à Rhacophyton sont des compressions d’axes ramifiés qui ressemblent à des frondes de fougères et qui portent des appendices terminaux dichotomes ou des sporanges.
Rhacophyton est très abondant dans les localités d’âge Dévonien supérieur. Il domine largement certains assemblages de milieux marécageux et codominait avec les arbres du genre Archaeopteris dans les milieux plus secs.

## Taxons classés dans le genreRhacophyton
Le genre Rhacophyton a été créé en 1875 par François Crépin. Il comprend actuellement plusieurs espèces dont :
- Rhacophyton condrusorum Crepin 1875 - Europe
- Rhacophyton incertum (Dawson) Krausel et Weyland 1941
- Rhacophyton zygopterides Leclercq 1951 - Europe
- Rhacophyton ceratangium Andrews et Phillips 1968 – Amérique du Nord

Deux autres genres ont été placés dans les Rhacophytales :
- Cephalopteris Nathorst 1902 - Sibérie
- Protocephalopteris Ananiev 1960 – Spitzberg (Norvège) et Sibérie